# Anak, Hwanghae Nam
Anak (Hán Việt: An Nhạc) là một huyện của tỉnh Hwanghae Nam tại Cộng hòa Dân chủ Nhân dân Triều Tiên. Diện tích của huyện là 386,071 km², dân số năm 2008 là 125.924 người, trong đó có 58.870 nam và 67.054 nữ, số dân cư đô thị là 28.314 (22,5%) và dân cư nông thôn là 97.610 người (77,5%).

## Địa lý
Anak có ranh giới ở phía đông với Chaeryong, phía nam là Sinchon, phía tây là Samchon và Unryul còn phía bắc là Unchon. Anak nhìn chung là bằng phẳng mặc dù có nhiều đồi núi ở phía tây. Điểm cao nhất trong huyện là núi Kuwŏl cao 954 mét.
Anak rất nổi tiếng do nơi đây có các ngôi mộ thời kỳ Cao Câu Ly, nổi tiếng nhất trong đó là Phần mộ Anak Số 3. Tất cả các phần mộ được coi là một phần của Quần thể lăng mộ Cao Câu Ly, là một Di sản thế giới của UNESCO. Huyện cùng là nơi có ngôi chùa Woljongsa được hình thành từ năm 846. Huyện chỉ có thể tiếp cận bằng đường bộ.

## Hành chính
Anak được chia thành 1 thị trấn (ŭp, ấp) và 26 xã (ri, lý).
|               | Chosŏn'gŭl | Hancha | Hán Việt        |
| ------------- | ---------- | ------ | --------------- |
| Anak Town     | 안악읍     | 安岳邑 | An Nhạc ấp      |
| Hanwŏl-ri     | 한월리     | 漢月里 | Hán Nguyệt lý   |
| Kangsan-ri    | 강산리     | 江山里 | Giang Sơn lý    |
| Kulsan-ri     | 굴산리     | 屈山里 | Khuất Sơn lý    |
| Kŭmgang-ri    | 금강리     | 金岡里 | Kim Cương lý    |
| Kuwa-ri       | 구와리     | 九瓦里 | Cửu Ngõa lý     |
| Kyŏngji-ri    | 경지리     | 境地里 | Cảnh Địa lý     |
| Mamyŏng-ri    | 마명리     | 馬鳴里 | Mã Minh lý      |
| Namjŏng-ri    | 남정리     | 南井里 | Nam Tĩnh lý     |
| Oguk-ri       | 오국리     | 五局里 | Ngũ Cục lý      |
| Omgot-ri      | 엄곳리     | 嚴串里 | Nghiêm Xuyến lý |
| P'aeyŏp-ri    | 패엽리     | 貝葉里 | Bối Diệp lý     |
| P'anryuk-ri   | 판륙리     | 板六里 | Bản Lục lý      |
| Poksa-ri      | 복사리     | 伏獅里 | Phục Sư lý      |
| Pongsŏng-ri   | 봉성리     | 鳳城里 | Phượng Thành lý |
| P'yŏngjŏng-ri | 평정리     | 坪井里 | Bình Tĩnh lý    |
| Roam-ri       | 로암리     | 路岩里 | Lộ Nham lý      |
| Ryongsan-ri   | 룡산리     | 龍山里 | Long Sơn lý     |
| Sinch'on-ri   | 신촌리     | 新村里 | Tân Thôn lý     |
| Taech'u-ri    | 대추리     | 大楸里 | Đại Thu lý      |
| Tŏksŏng-ri    | 덕성리     | 德成里 | Đức Thành lý    |
| Wŏljŏng-ri    | 월정리     | 月精里 | Nguyệt Tinh lý  |
| Wŏlji-ri      | 월지리     | 月池里 | Nguyệt Trì lý   |
| Wŏlsan-ri     | 월산리     | 月山里 | Nguyệt Sơn lý   |
| Wŏnryong-ri   | 원룡리     | 元龍里 | Nguyên Long lý  |
| Yŏndŭng-ri    | 연등리     | 燃登里 | Nhiên Đăng lý   |
| Yusŏng-ri     | 유성리     | 楡城里 | Du Thành lý     |